# 星野竜一
星野 竜一（ほしの りゅういち）は、日本の漫画家。

## 人物
愛知県名古屋出身で、本人曰く名古屋の三流芸大卒業。卒業時点で就職先が決まっておらず、大学の同科生であった島本かおるの誘いで上京。アシスタント生活を経て白夜書房の「漫画ホットミルク」に初掲載されるも後が続かず、コミックハウスの「キャンディータイム」で再デビューした。特定の出版社に偏らず活動しているが、近年ではエンジェル出版からの発刊が多くみられる。2015年にはアキバBlogで
「ANGEL倶楽部」編集者が連載したコラムの初回において当時の制作環境が紹介されているが、ペン入れまでアナログ作業で、それ以降はComicStudioを使用していた。
ペンネームの由来は銀河鉄道999の主人公・星野鉄郎とミュージシャンの坂本龍一からとったというのもあるが、一番の理由はかつては中日ドラゴンズのファンであり、当時の監督であった星野仙一に率いられたドラゴンズに優勝してほしいという思いがあったからだという。

## 作品リスト
- Dark in the Sky - （大洋図書、2004年10月5日、ISBN 4-8130-0974-3）
- 彩色淫靡 - （コアマガジン、2008年8月25日、ISBN 978-4-86252-406-5）
- 誘惑の年上アパート - （エンジェル出版、2010年2月17日、 ISBN 978-4-87306-337-9  ）
- 働くお姉さんはバックがお好き （エンジェル出版、2008年4月17日、ISBN 978-4-87306-290-7 ）
- 牝犬女の飼い方 養護教諭まどか先生の調教日誌1 - （サン出版、2010年12月、ISBN 978-4-90459-892-4）
- M女コレクション - （エンジェル出版、2011年9月11日、ISBN 978-4-87306-397-3）
- 淫穴バーガー - （サン出版、2012年12月、ISBN 978-4-86444-625-9）
- 婬堕の罠-芸能人母娘輪姦調教 - （マガジン・マガジン、2013年12月、ISBN 978-4-89644-435-3）
- 人妻快姦アクメ堕ち - （ジーオーティー、2013年4月30日、ISBN 978-4-86084-885-9）
- 肉女医 義父に堕ちた貞淑美妻 - （エンジェル出版、2014年10月、ISBN 9784873066035）
- 催眠調教学園  - （リイド社、2015年9月、ISBN 978-4-84584-151-6）
- おしかけ病院寝取られ科 - （エンジェル出版、2016年03月17日、 ISBN 978-4-87306-693-6）
- 潜入妻サトミ洗脳凌辱の記録 - （リイド社、2016年11月25日、ISBN 978-4-84584-867-6）
- 人妻不倫沼 - （エンジェル出版、2018年4月17日、ISBN 978-4-87306-805-3）
- 女教師ハント - （エンジェル出版、2019年10月17日、ISBN 978-4-87306-877-0）
- 洗脳ネトラレ妻 はるか - （エンジェル出版、2021年03月17日、 ISBN 978-4-87306-943-2）